# Crown Jewel (2022)
L'édition 2022 de Crown Jewel est un Premium Live Event de catch (lutte professionnelle) produit par la World Wrestling Entertainment, une fédération de catch américaine, qui est télédiffusée, visible en paiement à la séance, sur Peacock. L’événement a eu lieu le 5 novembre 2022 au Mrsool Park à Riyad, en Arabie Saoudite. Il s'agit de la quatrième édition de Crown Jewel.

## Contexte
Les spectacles de la World Wrestling Entertainment (WWE) sont constitués de matchs aux résultats prédéterminés par les scénaristes de la WWE. Ces rencontres sont justifiées par des storylines – une rivalité avec un catcheur, la plupart du temps – ou par des qualifications survenues dans les shows de la WWE telles que Raw, SmackDown et NXT. Tous les catcheurs possèdent une gimmick, c'est-à-dire qu'ils incarnent un personnage gentil (Face) ou méchant (Heel), qui évolue au fil des rencontres. Un événement comme Crown Jewel est donc un événement tournant pour les différentes storylines en cours,.

## Tableaux des matchs
| Ordre par numéros                                                                         | Résultat | Stipulation(s)                                                 | Temps |
| ----------------------------------------------------------------------------------------- | --- | -------------------------------------------------------------- | ----- |
| 1                                                                                         | Brock Lesnar bat Bobby Lashley | Match simple                                                   | 6:00  |
| 2                                                                                         | Damage CTRL (Dakota Kai et IYO SKY) bat Alexa Bliss (c) et Asuka (c)                                                              | Tag Team match pour les WWE Women's Tag Team Championship      | 12:50 |
| 3                                                                                         | Drew McIntyre bat Karrion Kross (avec Scarlett)                                                                                   | Steel Cage match                                               | 13:00 |
| 4                                                                                         | The Judgment Day (Damian Priest, Finn Bálor et Dominik Mysterio) (avec Rhea Ripley) bat The O.C. (AJ Styles et les Good Brothers) | 6-Man Tag Team match                                           | 14:00 |
| 5                                                                                         | Braun Strowman bat Omos. | Match simple                                                   | 7:30  |
| 6                                                                                         | The Usos (Jimmy et Jey) (c) battent The Brawling Brutes (Butch et Ridge Holland)                                                  | Tag Team match pour l'Undisputed WWE Tag Team Championship     | 10:45 |
| 7                                                                                         | Bianca Belair (c) bat Bayley | Last Woman Standing match pour le WWE Raw Women's Championship | 20:20 |
| 8                                                                                         | Roman Reigns (c) (avec Paul Heyman) bat Logan Paul (avec Jake Paul)                                                               | Match simple pour l'Undisputed WWE Universal Championship      | 20:00 |
| La lettre C placée entre parenthèses désigne la personne ou l’équipe championne en titre. | |                                                                |       |

## Annexe